# 잉훠 1호
잉훠 1호(중국어: 萤火一号, 영어: Yinghuo-1)는 중국국가항천국의 첫 화성 탐사선이었다. 잉훠 1호는 2011년 11월 8일 바이코누르 우주 기지에서 러시아의 포보스 그룬트 표본 회수 탐사선과 같이 발사되었다. 잉훠 1호의 무게는 약 115 킬로그램이었고, 화성 주의를 약 2년 정도 공전하며 화성의 표면, 대기권, 전리층, 자기장을 연구할 계획이었다. 발사 후 얼마 지나지 않아, 포보스 그룬트 탐사선은 화성으로 향하기 위해 두 번의 엔진 분사를 시행할 예정이었지만 엔진이 점화되지 못해 두 탐사선은 모두 궤도를 떠나지 못했다. 2011년 11월 17일, 중국국가항천국은 잉훠 1호가 실패했다고 발표했다. 2012년 1월 15일, 궤도 붕괴 기간이 끝난 후 잉훠 1호와 포보스 그룬트 탐사선은 지구 대기에 재진입하여 태평양에 떨어졌다.

## 명칭
잉훠 1호의 이름(중국어 간체자: 萤火, 정체자: 螢火, 병음: yínghuǒ – 반딧불이)은 가까운 동음이의어인 "잉훠"(중국어 간체자: 荧惑, 정체자: 熒惑, 병음: yínghuò)에 대한 헌사였다. 이 단어는 "반짝이는 행성"(熒惑星)의 짧은 형태로써, 고대 중국어로 화성을 가리킨다.

## 배경
2007년 3월 26일, 중국국가항천국의 선 라이얀과 러시아 연방 우주국의 아나톨리 페르미노프가 "중국 국가 항천국과 러시아 연방 우주국의 화성 협동 탐사 협정"라고 불리는 획기적인 우주 개발 협력 협정을 체결했다. 이 협정의 내용 중에는 잉훠 1호와, 대응하는 포보스 그룬트의 발사 내용이 포함되어 있었다.

## 장비와 탐사 목적
잉훠 1호의 과학적 탐사 목적은 다음과 같았다.
1. 자기장 내 플라스마 지역의 상세한 조사 진행.
2. 화성을 이온 추진력으로 탈출하는 과정과 메커니즘 연구.
3. 화성 표면의 밤 지역에 초점을 맞춰 포보스 그룬트 탐사선과 전리층을 엄폐 방식으로 연구.
4. 화성 표면의 모래폭풍 관측.

탐사선의 과학 실험 장치는 네 개의 주요 장치로 구분된다.
1. 플라스마 분석 패키지: 전자 분석기, 이온 분석기, 질량 분석기
2. 자속 자력계
3. 무선 엄폐 측정기
4. 200 m의 해상도를 가진 두 개의 광학 영상화 시스템

## 개요

잉훠 1호의 화성 접근 과정을 나타낸 그림.

잉훠 1호는 원래 2012년 10월 포보스 그룬트에서 분리되어 경사각 5도, 주기 72.8시간의 화성 적도 궤도를 돌 예정이었다. 포보스 그룬트의 주요 탐사 목적은 포보스의 표본을 지구로 회수하는 것이었음에도 불구하고, 포보스 그룬트와 잉훠 1호는 함께 전리층 엄폐 실험을 진행할 예정이었다. 잉훠 1호는 궤도에서 약 8.8시간 동안 화성의 밤 지역을 지나가게 될 예정이었다. 이 때는 태양 전지판이 빛을 받지 못하므로, 저장된 전기로 가동되어야 한다.

### 발사 과정
2011년 10월 17일, 잉훠 1호와 포보스 그룬트 탐사선은 바이코누르에 도착해 11월 발사를 준비했다.

### 발사 및 궤도 분사 실패
잉훠 1호와 포보스 그룬트는 2011년 11월 8일 카자흐스탄의 바이코누르 우주 기지에서 제니트으로 같이 발사되었다. 발사 후 얼마 지나지 않아, 포보스 그룬트 탐사선은 화성으로 향하기 위해 두 번의 엔진 분사를 시행할 예정이었지만 엔진이 점화되지 못해 두 탐사선은 모두 궤도를 떠나지 못했다. 포보스 그룬트의 문제를 해결하려는 노력에도 불구하고, 탐사선은 고도가 떨어지기 시작했다. 11월 17일, 중국국가항천국은 잉훠 1호의 발사가 실패했다고 발표했고, 포보스 그룬트의 궤도는 붕괴되기 시작했다.

### 재진입
2012년 1월 14일, 포보스 그룬트와 잉훠 1호는 147 km 궤도에서 초당 수백 미터의 속도로 궤도가 떨어지고 있었다. 두 탐사선은 1월 15일 태평양 방향으로 재진입하여 분해되었다.

## 규격
- 길이: 0.75 m (태양 전지판 제외)[18]
- 너비: 0.75 m[18]
- 높이: 0.6 m[18]
- 중량: 115 kg[14]
- 전력: 크기 2 x 3, 너비 5.6 m, 3축 안정화, 평균 출력 90 와트, 최대 출력 180 와트의 태양 전지[14]
- 고이득 안테나: 두 대역폭(8.4 and 7.17 GHz)을 가진 950 mm 접시 안테나[14]
  - 고이득 안테나 전송 속도: 8 비트/초 ~ 16 킬로비트/초
- 저이득 안테나 전송 속도: 80 비트/초[14]

## 같이 보기
- 중국의 달 탐사 계획

## 추가 읽을거리
- Wei Zheng; Houtse Hsu; Min Zhong; Meijuan Yun (2011년 2월 11일). “China's first-phase Mars Exploration Program: Yinghuo-1 orbiter” [중국의 첫 화성 탐사 계획: 궤도선 잉훠 1호]. 《Planetary and Space Science》 86: 155-159. doi:10.1016/j.pss.2011.02.008.